# オオメメダイ科
オオメメダイ科（学名：Ariommatidae）は、スズキ目イボダイ亜目に所属する魚類の分類群の一つ。オオメメダイ属のみ1属で構成され、オオメメダイなど7種が記載される。科名の由来は、ギリシア語の「ari（優れた）」と「omma（眼）」から。

## 分布・生態
オオメメダイ科の魚類はすべて海水魚で、南北アメリカ大陸東岸からアフリカ大陸西岸にかけての大西洋と、インド洋および太平洋（ケルマディック諸島・ハワイ諸島を東端とする）に分布する。熱帯・亜熱帯域の深海で暮らす深海魚の一群であり、水深1,000mまでを主な生息範囲とする。
仔魚は表層で浮遊生活を送り、成長に伴って深海に移動する。成魚は砂泥底の大陸棚・大陸斜面に分布する種類が多く、海底付近を遊泳して生活するとみられている。食性は肉食性で、主に小型の甲殻類を捕食する。一部の種類は大きな群れを形成し、食用魚としても利用されている。

## 形態
オオメメダイ科の仲間は左右に平たく側扁した体型をもつ。体長30cm程度の種類が多いが、最大種では全長80cmに達することもある。
背鰭は2つあり、第1背鰭は10-12本の細長い棘条、第2背鰭は14-18本の軟条で構成される。臀鰭は3本の短い棘条と13-16本の軟条からなり、胸鰭は20-24軟条。尾柄部には2列に並んだ丈の低い肉質の隆起（キール）を備え、近縁のドクウロコイボダイ科（尾柄隆起は1列のみ）との鑑別点となっている。成魚は腹鰭をもち、同じイボダイ亜目に属するマナガツオ科と区別される。椎骨は30-32個。

## 分類

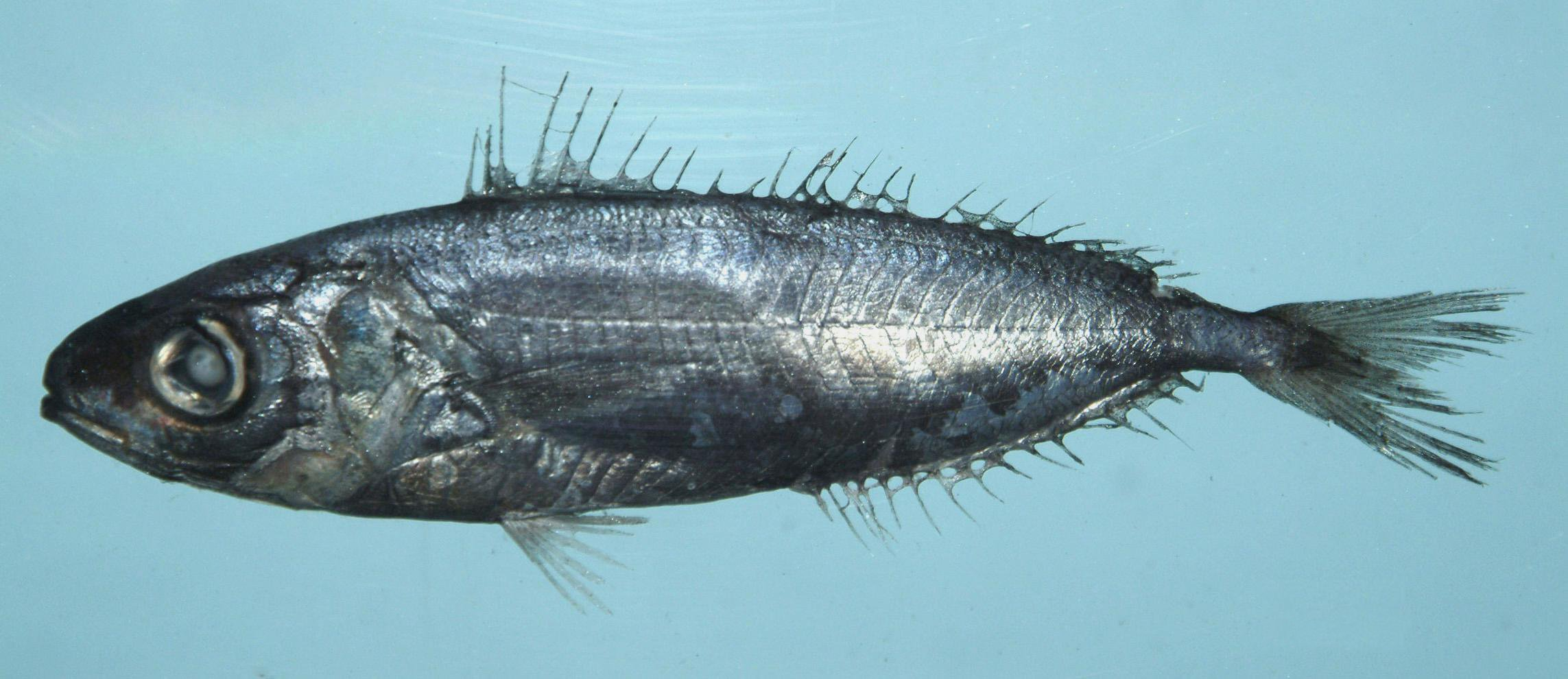
クロオオメメダイ（Ariomma melana）。大西洋の水深180-550mが主な生息範囲

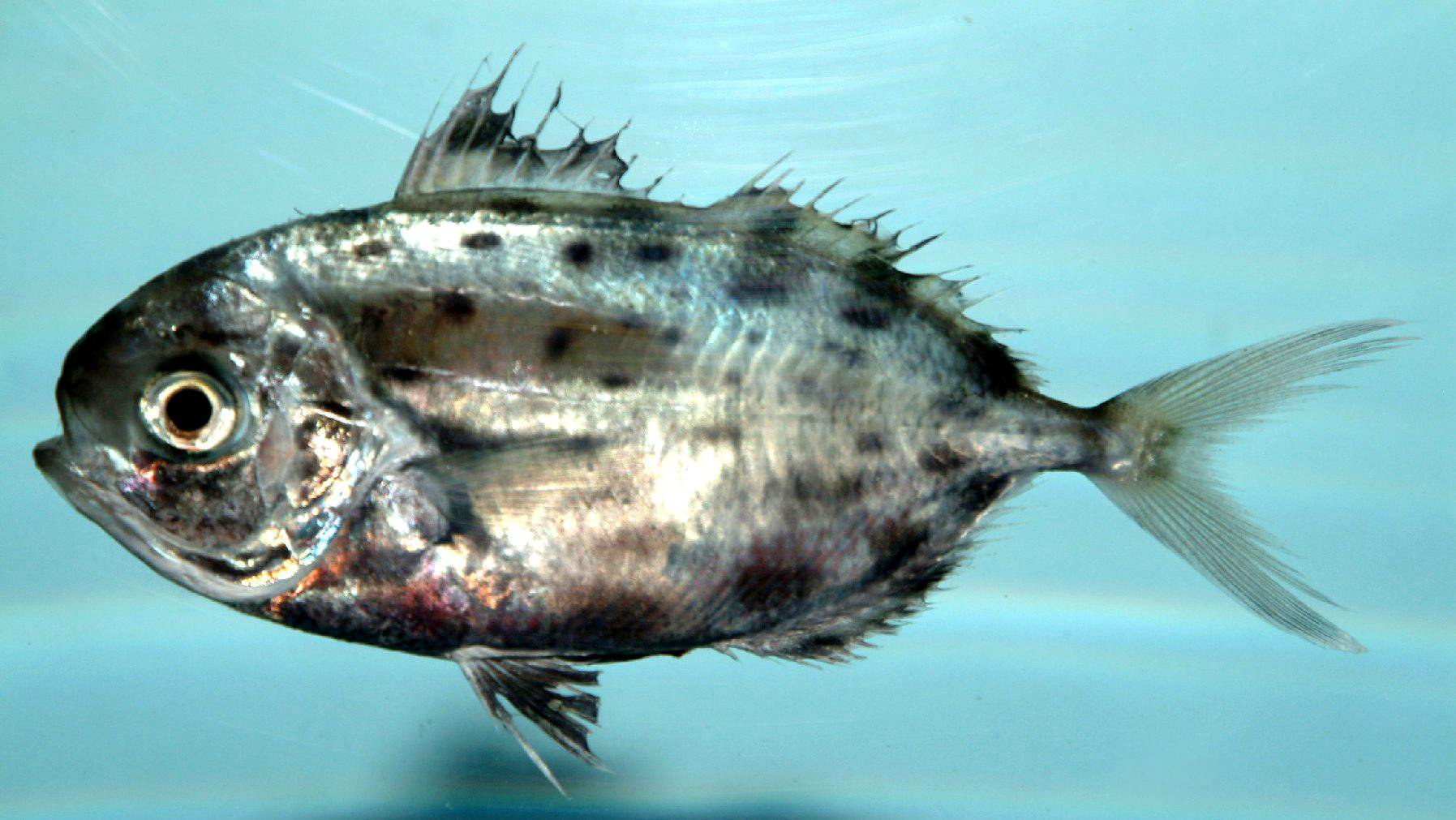
ホシオオメメダイ（Ariomma regulus）。本種はメキシコ湾など大西洋西部に限局し、食用魚としても利用される

オオメメダイ科にはNelson（2016）の体系において1属7種が認められている。本稿では、FishBaseに記載される1属7種についてリストする。
- オオメメダイ属 Ariomma
  - オオメメダイ Ariomma lurida
  - マルイボダイ Ariomma indica
  - ミナミメダイ Ariomma brevimanus
  - シロガネオオメメダイ Ariomma bondi
  - クロオオメメダイ Ariomma melana
  - Ariomma parini
  - ホシオオメメダイ Ariomma regulus